# Limau Mungkur (Pematang Jaya)
Limau Mungkur is een bestuurslaag in het regentschap Langkat van de provincie Noord-Sumatra, Indonesië. Limau Mungkur telt 1415 inwoners (volkstelling 2010).